# Ernest F. Easterbrook

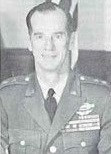
Ernest Easterbrookk

Ernest Fred Easterbrook (* 6. August 1908 in Port Townsend, Jefferson County, Washington; † 19. Februar 1989 in Carmel-by-the-Sea, Monterey County, Kalifornien) war ein Generalmajor der United States Army. Er war unter anderem Kommandeur der 25. Infanteriedivision.
Ernest Easterbrook war ein Sohn von Edmund Pepperell Easterbrook (1865–1933) und dessen Frau Fannie Luscombe (1864–1929). Der Vater war als Oberst Militärgeistlicher und in den Jahren 1928 und 1929 Oberster Geistlicher der US-Army (Chief of Chaplains of the Army).
Im Jahr 1926 trat Ernest Easterbrook der Virginia National Guard bei und in den Jahren 1927 bis 1931 durchlief er die United States Military Academy in West Point. Nach seiner Graduation wurde er als Leutnant der Infanterie zugeteilt. In der Armee durchlief er anschließend alle Offiziersränge vom Leutnant bis zum Zwei-Sterne-General.
In seinen jüngeren Jahren absolvierte er den für Offiziere in den niederen Rangstufen üblichen Dienst in verschiedenen Einheiten und Standorten. In den 1930er Jahren absolvierte er die Infantry School. In jenen Jahren war er unter anderem in Fort Benning, in Panama und in Fort Dix stationiert. Zwischenzeitlich gehörte er auch dem Lehrkörper der Militärakademie in West Point an.
Im Jahr 1941 wurde er zur im Jahr zuvor reaktivierten 7. Infanteriedivision versetzt. Es folgte eine viermonatige Tätigkeit als Verbindungsoffizier bei Einheiten des United States Marine Corps in Camp Pendleton in Kalifornien. Während des Zweiten Weltkriegs war Easterbrook auf dem Kriegsschauplatz China-Burma-Indien eingesetzt. Im Jahr 1945 erhielt er dort das Kommando über das 475. Infanterieregiment, mit dem er an der Eroberung des nördlichen Teils von Burma beteiligt war.
Nach Kriegsende war Easterbrook unter anderem Mitglied in der Fakultät der Infantry School und des kanadischen Army Staff Colleges. Während des Koreakriegs kommandierte er das 7. Infanterieregiment, das der 3. Infanteriedivision unterstand. Dabei war er aktiv in Kampfhandlungen verwickelt. Nach dem Krieg gehörte er für einige Zeit dem Lehrkörper des Command and General Staff Colleges in Fort Leavenworth in Kansas an, ehe er im Jahr 1955 nach Fontainebleau in Frankreich versetzt wurde, wo er im Stab des NATO-Hauptquartiers Allied Forces Central Europe (AFCENT) tätig war, das sich bis 1967 in dieser Stadt befand.
Ab 1957 befasste sich Easterbrook auch mit der Heeresfliegerei. Er absolvierte eine Pilotenausbildung und leitete für einige Zeit die Stabsabteilung für Heeresfliegerei (Director of Army Aviation) im Pentagon. In den Jahren 1959 bis 1962 kommandierte er das US Army Aviation Center in Fort Rucker in Alabama.
In den Jahren 1962 und 1963 hatte Easterbrook den Oberbefehl über die 25. Infanteriedivision, die ihr Hauptquartier in Hawaii hatte. Ab Frühjahr 1963 wurden erste Einheiten im Vietnamkrieg eingesetzt. Nach diesem Kommando wurde er nach Bangkok in Thailand versetzt, wo er die dortigen amerikanischen Streitkräfte kommandierte. Seine letzte militärische Funktion war die des stellvertretenden Kommandeurs der 6. Armee deren Hauptquartier sich im Presidio bei San Francisco befand.
Im Jahr 1967 schied Ernest Easterbrook aus dem aktiven Militärdienst aus. In den folgenden zwei Jahren war er für die Staatsregierung von Kalifornien als Handelsbeauftragter (Trade Representative) tätig. Der mit Nancy Stilwell (1913–1997), einer Tochter von General Joseph Stilwell (1883–1946), verheiratete Offizier verstarb am 19. Februar 1989 und wurde auf dem amerikanischen Nationalfriedhof Arlington beigesetzt.

## Orden und Auszeichnungen
Ernest Easterbrook erhielt im Lauf seiner militärischen Laufbahn unter anderem folgende Auszeichnungen:
- Army Distinguished Service Medal
- Silver Star
- Legion of Merit
- Bronze Star Medal